# Josef Bernat
Josef Bernat (5. září 1835 Modřišice u Turnova – 16. října 1915 Mělník) byl český římskokatolický kněz a čestný kanovník Katedrální kapituly u sv. Štěpána v Litoměřicích.

## Život
Čestný měšťan v Mělníku se narodil v Modřišicích u Turnova v roce 1835. Na kněze byl vysvěcen v roce 1859. Po vysvěcení působil zdárně jako kaplan v Liberci, kde se potkával český a německý živel, od roku 1879 se stal vicerektorem kněžského semináře v Litoměřicích. Roku 1887 byl ustanoven farářem a okrskovým vikářem v Terezíně. V roce 1894 byl jmenován děkanem. Infulovaným proboštem na Mělníce se stal v roce 1896.
Jeho služba byla pevně založena na vlasteneckých principech, všude dával základ k bohoslužbě v češtině a českému živlu. Jeho srdce bylo "rozehřáto" pro českou vlast. Byl jmenován čestným kanovníkem litoměřické katedrální kapituly, papežským komořím a konzistorním radou. Město Mělník ho jmenovalo čestným občanem.
Byl mj. spoluzakladatelem „České besedy“ v Liberci a členem Českého muzea.